# Artiguemy
Artiguemy ist eine französische Gemeinde mit 84 Einwohnern (Stand 1. Januar 2022) im Département Hautes-Pyrénées in der Region Okzitanien (vor 2016: Midi-Pyrénées). Sie gehört zum Arrondissement Bagnères-de-Bigorre und zum Kanton La Vallée de l’Arros et des Baïses.
Die Einwohner werden Artigamois und Artigamoises genannt.

## Geographie
Artiguemy liegt circa zehn Kilometer nordöstlich von Bagnères-de-Bigorre in der historischen Vizegrafschaft Nébouzan.
Umgeben wird Artiguemy von den fünf Nachbargemeinden:
|         | Chelle-Spou                                 | Gourgue  |
| Cieutat | Kompassrose, die auf Nachbargemeinden zeigt | Mauvezin |
|         | Bonnemazon                                  |          |

Artiguemy liegt im Einzugsgebiet des Flusses Adour. Der Arros, einer seiner Nebenflüsse, markiert die natürliche Grenze zu den östlichen Nachbargemeinden Gourgue und Mauvezin. Der Ruisseau d’Espierra, ein Nebenfluss des Arros, entspringt auf dem Gebiet der Gemeinde und fließt an der Grenze zur nördlichen Nachbargemeinde Chelle-Spou entlang.

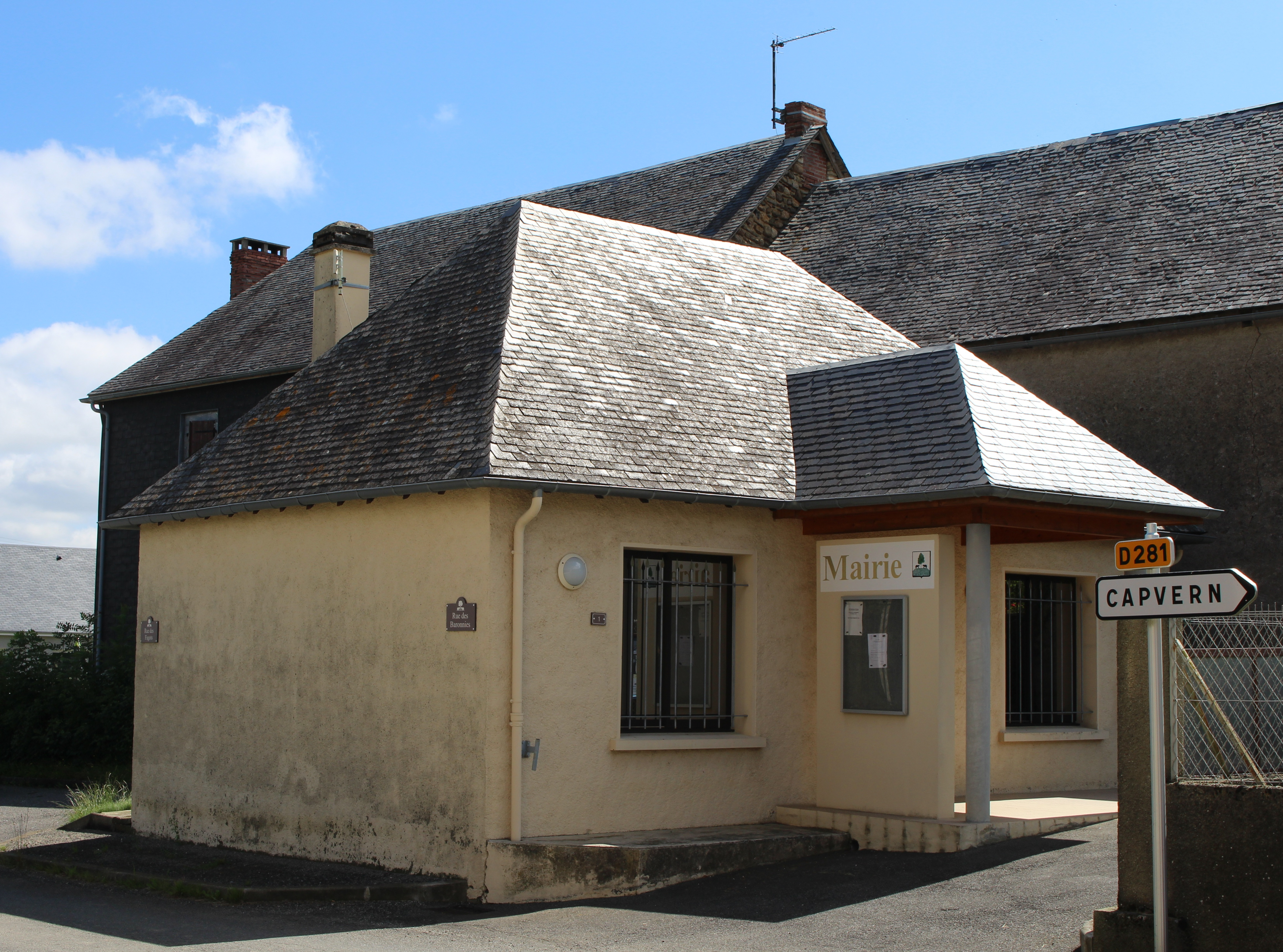
Bürgermeisteramt (Mairie) von Artiguemy

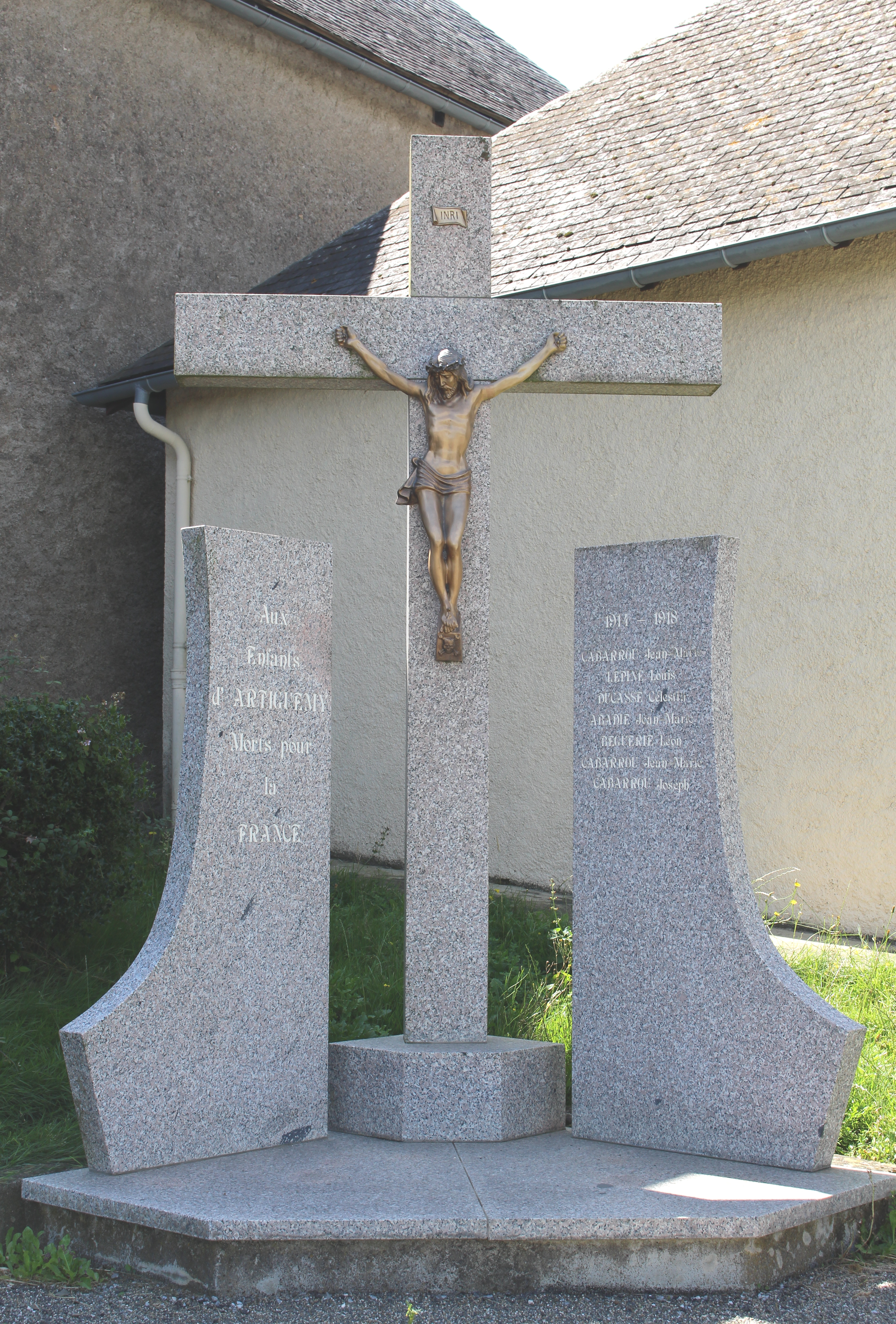
Kriegerdenkmal

## Toponymie
Der okzitanische Name der Gemeinde heißt Artigamin. Er hat seinen Ursprung aus dem gascognischen artiga (deutsch gerodetes Land) zusammen mit dem Adjektiv minor (deutsch kleineres).
Der Spitzname der Gemeinde lautet Eths vene-heishinas (deutsch die Händler von Reisigbündeln). Diese trugen die Einwohner in früheren Zeiten nach Bagnères-de-Bigorre.
Toponyme und Erwähnungen von Artiguemy waren:
- de Artigamino (1300 und 1313, Erhebung im Bigorre bzw. Steuerliste Debita regi Navarre),
- De Artigamio (1342, Kirchenregister von Tarbes),
- Artigami (1750 und 1760, Karte von Cassini bzw. Kirchenregister von Tarbes),
- Artigamy (1790, Département 1),
- Artiguemilh (1790, Département 2),
- Artiguemy (1793, Notice Communale),
- Artiguemie (1801, Bulletin des lois).[3][4][5]

## Einwohnerentwicklung

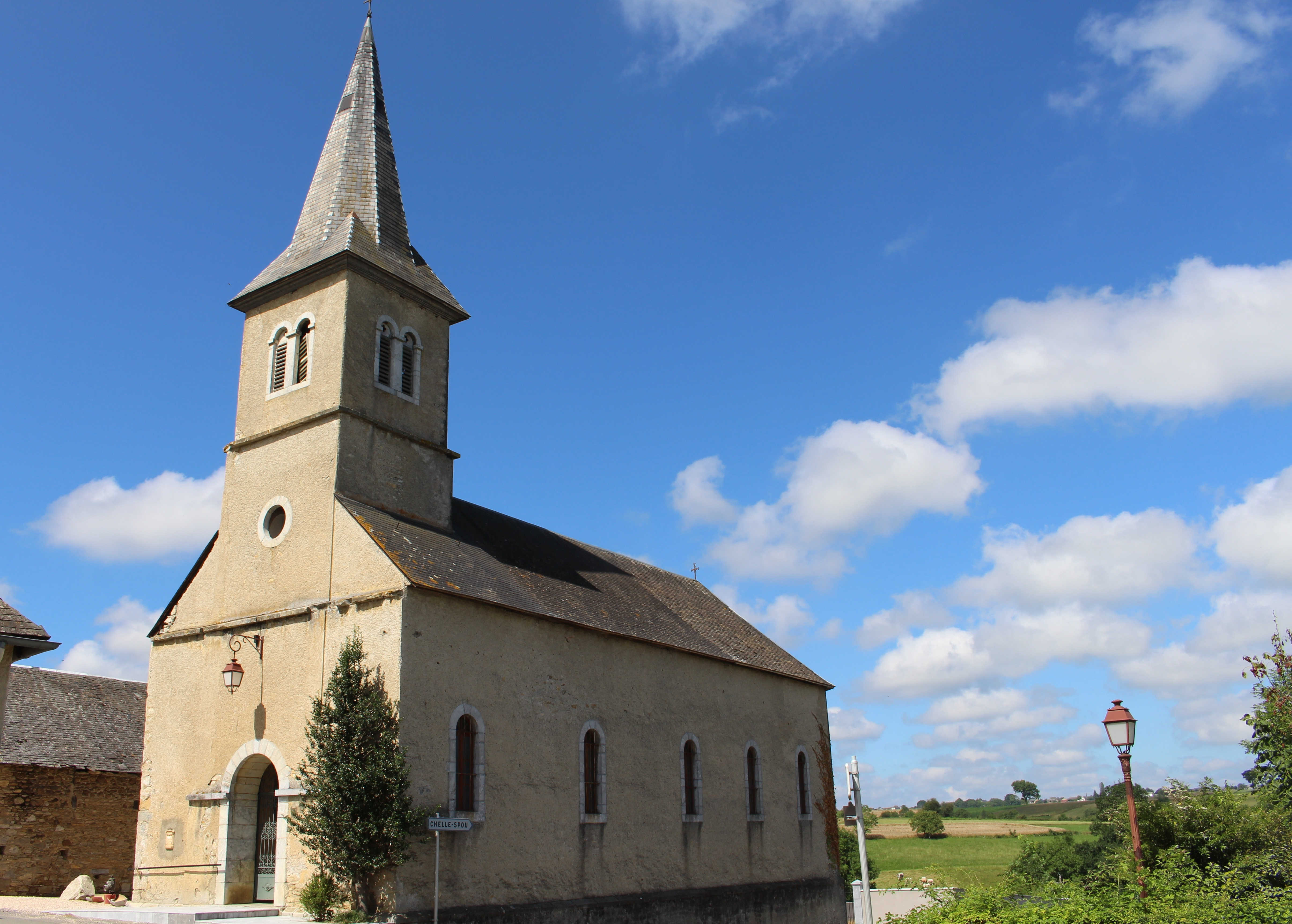
Pfarrkirche de-l’Assomption

Nach Beginn der Aufzeichnungen stieg die Einwohnerzahl bis zur zweiten Hälfte des 19. Jahrhunderts an zwei Jahren auf einen Höchststand von rund 225. In der Folgezeit sank die Größe der Gemeinde bei kurzen Erholungsphasen bis kurz nach der Jahrtausendwende auf 75 Einwohner, bevor eine Phase moderatem Wachstums einsetzte, die bis heute anhält.
| Jahr      | 1962 | 1968 | 1975 | 1982 | 1990 | 1999 | 2006 | 2011 | 2022 |
| --------- | ---- | ---- | ---- | ---- | ---- | ---- | ---- | ---- | ---- |
| Einwohner | 93   | 92   | 77   | 79   | 79   | 89   | 75   | 88   | 84   |

## Sehenswürdigkeiten
- Pfarrkirche de-l’Assomption (Mariä Himmelfahrt)

## Wirtschaft und Infrastruktur

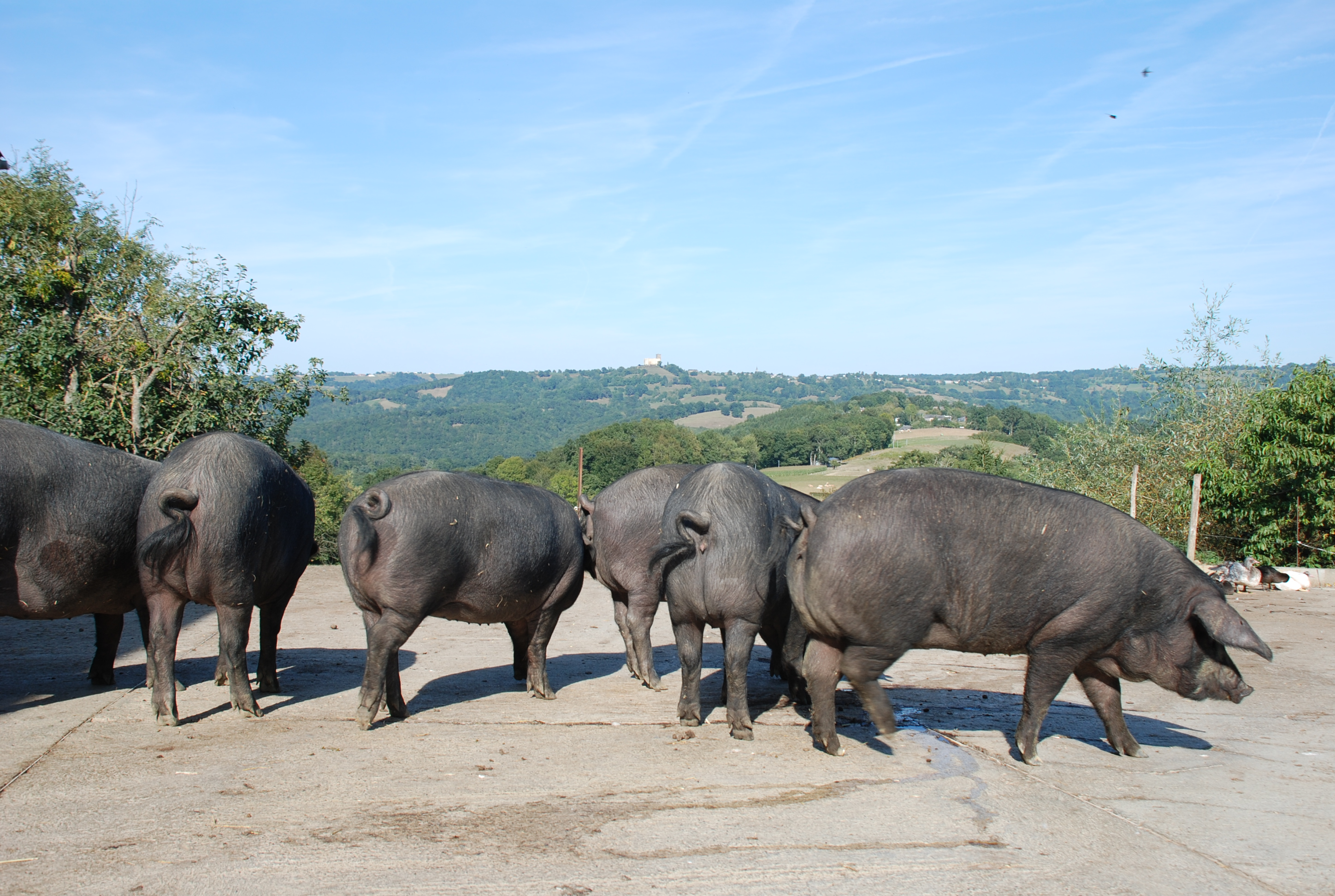
Porcs Noirs de Bigorre

Artiguemy liegt in den Zonen AOC der Schweinerasse Porc noir de Bigorre und des Schinkens Jambon noir de Bigorre.

### Verkehr
Artiguemy ist erreichbar über die Routes départementales 81, 120 und 281.